# 옷타치촌
옷타치촌(乙立村)은 시마네현 히카와군에 있던 촌이다. 현재의 이즈모시에 해당한다.